# Santo Antônio da Patrulha
Santo Antônio da Patrulha egy község (município) Brazíliában, Rio Grande do Sul államban, Porto Alegre metropolisz-övezetében (Região Metropolitana de Porto Alegre, RMPA). Az állam egyik elsőként alapított községe, mely régen a partvidék nagy részére kiterjedt, az idők során azonban számos község vált ki belőle, míg nem jelenlegi méretére zsugorodott. 2021-ben becsült népessége 43 397 fő volt.

## Története
Területén guarani indiánok laktak (araxá, carijó, kaigua), de az európai gyarmatosítók fogságba ejtették vagy nyugatra üldözték őket.
A község történelme egybefonódik Rio Grande do Sul államáéval. A 17. században a portugálok folyamatosan dél felé nyomultak (mely a tordesillasi szerződés alapján spanyol terület volt), 1680-ban pedig megalapították Colônia do Sacramentot (ma Uruguay területén van). Ezzel megnőtt a déli területek védelmének, benépesítésének szükségessége, és a kereskedelem felvirágoztatása. 1736-ban megnyílt az Estrada dos Tropeiros (hajcsárok útja) kereskedelmi útvonal. Az úton történő szarvasmarha-csempészet miatt hamarosan járőrszolgálat (registro) is alakult, hogy felügyeljék az utat és a korona megbízásából behajtsák az adókat. A barakk neve Guarda Velha de Viamão volt, mivel a hely akkoriban még Viamãohoz tartozott.
Santo Antônio da Patrulha történetének kezdetét 1743-ra teszik, mikor a Guarda Velha de Viamãoban szolgáló Inácio José de Mendonça e Silva és felesége, Margarida Exaltação da Cruz egy Szent Antalnak dedikált kápolnát építettek a mai település északi részén, és körülötte hamarosan falu kezdett kialakulni. 1760-ban egyházközséggé emelték, 1771-ben pedig a kormányzó utasítására azoriakat telepítettek le, de hamarosan németek, olaszok, lengyelek is érkeztek a településre. 1795-ben kerületté, 1809-ben kisvárossá (vila), majd 1811-ben községgé nyilvánították Santo Antônio da Patrulha néven. A patrulha (őrjárat) tag a járőrszolgálatra utal. A község területe akkoriban a tengerparttól egészen a hegyekig terjedt, a partvidéken (Tramandaí környékén) már az 1730-as években földadományokat kaptak a gyarmatosítók.
Santo Antônio da Patrulha egyike volt Rio Grande do Sul első négy községének, melyeket a portugál korona alapíttatott, hogy megerősítse a portugál fennhatóságot a gyarmat déli részén (a másik három község Rio Grande, Rio Pardo, Porto Alegre). A megalakuló Santo Antônio da Patrulha alá három egyházközség tartozott: Nossa Senhora da Conceição do Arroio, São Francisco de Paula de Cima da Serra, Nossa Senhora da Oliveira de Vacaria (ezek a kerületek már a 19. század második felében függetlenedtek).
A község gazdasága kezdetben a cukornád, később a rizs termesztésére összpontosult, míg a 20. században megjelentek a közepes és nagy ipartelepek. Ezen felül a szolgáltatásoknak is fontos szerepe van, ugyanis a község Porto Alegre és az állam északi partvidéke között helyezkedik el.
Az idők során számos kerület kivált Santo Antônio da Patrulhából, hogy független községekké alakuljanak, majd ezekből új kerületek váltak ki (a mai Rio Grande do Sul több, mint 80 községe eredetileg Santo Antônio da Patrulha része volt).

## Leírása
Székhelye Santo Antônio da Patrulha, további kerületei Catanduva Grande, Chicolomã, Evaristo, Miraguaia, Pinheirinho. Tengerszint feletti magassága 40 méter, a községközpont távolsága a legközelebbi nagyobb várostól (Osório) 24 km, az állam székhelyétől (Porto Alegre) 72 km. Gazdaságának legnagyobb részét a szolgáltatások és az ipar teszik ki. Ami a mezőgazdaságot illeti, a szarvasmarha- és baromfitenyésztés, továbbá a rizs- és szójatermesztés a legjelentősebb.